# Championnat de Finlande de football 1996
Navigation
Saison précédente Saison suivante
La saison 1996 du Championnat de Finlande de football est la 67e édition de la première division finlandaise à poule unique, la Veikkausliiga. Les douze meilleurs clubs du pays jouent les uns contre les autres à deux reprises durant la saison. À la fin de cette première phase, les six premiers disputent la poule pour le titre tandis que les six derniers disputent la poule de relégation. Pour faire passer le championnat de douze à dix clubs, les trois derniers sont relégués et remplacés par le champion d'Ykkonen, la deuxième division finlandaise tandis que le 3e dispute un barrage face au vice-champion de D2.
C'est le club du FC Jazz Pori qui remporte le titre en terminant en tête de la poule finale, avec deux points d'avance sur le MyPa 47 Anjalankoski, dauphin pour la 4e année consécutive et trois points d'avance sur le TPS Turku. C'est le 2e titre de champion de Finlande du FC Jazz Pori, après celui remporté en 1993. Le tenant du titre, le FC Haka Valkeakoski, manque totalement sa saison ; il termine avant-dernier et doit donc descendre en Ykkonen.

## Les 12 clubs participants
| - FC Ilves Tampere - RoPS Rovaniemi - MyPa 47 Anjalankoski - FinnPa Helsinki - Haka Valkeakoski - Jaro Pietarsaari | - HJK Helsinki - FC Jazz Pori - TPS Turku - FC Inter Turku - Promu de Ykkonen - VPS Vaasa - MP Mikkeli |

## Compétition
Le barème de points servant à établir les classements se décompose ainsi :
- Victoire : 3 points
- Match nul : 1 point
- Défaite : 0 point

### Première phase
| Rang | Équipe                | Pts | J  | G  | N | P  | Bp | Bc | Diff |
| ---- | --------------------- | --- | -- | -- | - | -- | -- | -- | ---- |
| 1    | Jaro Pietarsaari      | 37  | 22 | 11 | 4 | 7  | 29 | 17 | +12  |
| 2    | FC Jazz Pori          | 37  | 22 | 10 | 7 | 5  | 40 | 29 | +11  |
| 3    | TPS Turku             | 37  | 22 | 11 | 4 | 7  | 31 | 29 | +2   |
| 4    | FinnPa Helsinki       | 35  | 22 | 9  | 8 | 5  | 27 | 20 | +7   |
| 5    | FC Inter Turku P      | 35  | 22 | 10 | 5 | 7  | 24 | 20 | +4   |
| 6    | MyPa 47 Anjalankoski  | 33  | 22 | 10 | 3 | 9  | 39 | 32 | +7   |
| 7    | VPS Vaasa             | 29  | 22 | 8  | 5 | 9  | 22 | 20 | +2   |
| 8    | HJK Helsinki          | 28  | 22 | 8  | 4 | 10 | 26 | 30 | -4   |
| 9    | RoPS Rovaniemi        | 27  | 22 | 7  | 6 | 9  | 22 | 23 | -1   |
| 10   | FC Ilves Tampere      | 27  | 22 | 7  | 6 | 9  | 22 | 30 | -8   |
| 11   | FC Haka Valkeakoski T | 24  | 22 | 6  | 6 | 10 | 28 | 34 | -6   |
| 12   | MP Mikkeli            | 16  | 22 | 4  | 4 | 14 | 12 | 38 | -26  |

|  | Qualification pour la poule pour le titre           |
|  | Participation à la poule de relégation              |
|  | T Tenant du titre P Club promu de deuxième division |

### Seconde phase

#### Poule pour le titre
Les équipes conservent les points et résultats acquis à l'issue de la première phase.
| Rang | Équipe               | Pts | J  | G  | N | P  | Bp | Bc | Diff |
| ---- | -------------------- | --- | -- | -- | - | -- | -- | -- | ---- |
| 1    | FC Jazz Pori         | 47  | 27 | 13 | 8 | 6  | 47 | 33 | +14  |
| 2    | MyPa 47 Anjalankoski | 45  | 27 | 14 | 3 | 10 | 48 | 38 | +10  |
| 3    | TPS Turku            | 44  | 27 | 13 | 5 | 9  | 40 | 35 | +5   |
| 4    | FinnPa Helsinki      | 42  | 27 | 11 | 9 | 7  | 32 | 25 | +7   |
| 5    | Jaro Pietarsaari     | 39  | 27 | 11 | 6 | 10 | 34 | 25 | +9   |
| 6    | FC Inter Turku P     | 39  | 27 | 11 | 6 | 10 | 28 | 30 | -2   |

|  | Qualification pour la Ligue des champions 1997-1998                                     |
|  | Qualification pour la Coupe UEFA 1997-1998                                              |
|  | Qualification pour la Coupe Intertoto 1997                                              |
|  | T Tenant du titre P Club promu de deuxième division C Vainqueur de la Coupe de Finlande |

#### Poule de relégation
| Rang | Équipe                | Pts | J  | G  | N | P  | Bp | Bc | Diff |
| ---- | --------------------- | --- | -- | -- | - | -- | -- | -- | ---- |
| 1    | VPS Vaasa             | 41  | 27 | 12 | 5 | 10 | 33 | 25 | +8   |
| 2    | RoPS Rovaniemi        | 39  | 27 | 11 | 6 | 10 | 35 | 29 | +6   |
| 3    | HJK Helsinki C        | 38  | 27 | 11 | 5 | 11 | 36 | 37 | -1   |
| 4    | FC Ilves Tampere      | 30  | 27 | 8  | 6 | 13 | 26 | 43 | -17  |
| 5    | FC Haka Valkeakoski T | 27  | 27 | 7  | 6 | 14 | 35 | 42 | -7   |
| 6    | MP Mikkeli            | 20  | 27 | 5  | 5 | 17 | 18 | 50 | -32  |

|  | Qualification pour la Coupe des Coupes 1997-1998      |
|  | Participation au barrage de promotion-relégation      |
|  | Relégation en Ykkonen                                 |
|  | T Tenant du titre C Vainqueur de la Coupe de Finlande |

#### Barrage de promotion-relégation
Le 3e de la poule de relégation, le HJK Helsinki doit rencontrer le vice-champion de Ykkonen, le Hanko IK, afin de déterminer le dernier club qualifié pour la prochaine saison parmi l'élite. Les matchs se disputent en aller-retour.
| Équipe 1      | Résultat | Équipe 2     | Aller | Retour |
| ------------- | -------- | ------------ | ----- | ------ |
| Hanko IK (D2) | 1 - 2    | HJK Helsinki | 0 - 1 | 1 - 1  |

## Bilan de la saison
| Championnat de Finlande de football 1996                |                         |
| Champion                                                | FC Jazz Pori (2e titre) |
| Coupes et trophées                                      |                         |
| Vainqueur de la Coupe de Finlande 1996                  | HJK Helsinki            |
| Qualifications continentales                            |                         |
| Ligue des champions 1997-1998 Premier tour préliminaire | FC Jazz Pori            |
| Coupe des Coupes 1997-1998 Tour préliminaire            | HJK Helsinki            |
| Coupe UEFA 1997-1998 Premier tour                       | MyPa 47 Anjalankoski    |
| Coupe Intertoto 1997                                    | TPS Turku               |
| Promotions et relégations                               |                         |
| Promus en Veikkausliiga                                 | TP Seinäjoki            |
| Relégués en Ykkonen                                     | FC Ilves Tampere        |
| Relégués en Ykkonen                                     | Haka Valkeakoski        |
| Relégués en Ykkonen                                     | MP Mikkeli              |